# Джули и Джулия
„Джули и Джулия“ (на английски: Julie & Julia) е американски филм от 2009 година, биографична комедия на режисьорката Нора Ефрон по неин собствен сценарий, базиран на едноименната книга на Джули Пауъл и автобиографията на известната готвачка Джулия Чайлд.
Филмът е развит около две сюжетни линии – животът на Джулия Чайлд във Франция и стремежът ѝ да популяризира френската кухня в Съединените щати в средата на XX век и опитът на Джули Пауъл половин век по-късно да сготви за една година 524 рецепти от готварска книга на Чайлд, пишейки за това в блога си. Главните роли се изпълняват от Мерил Стрийп, Ейми Адамс, Стенли Тучи, Крис Месина.
За участието си в „Джули и Джулия“ Стрийп печели „Златен глобус“ за главна женска роля в комедия или мюзикъл, като е номинирана също за „Оскар“ и наградата на БАФТА. Филмът е номиниран за „Златен глобус“ за най-добра комедия или мюзикъл.